# Scopula segregata
Scopula segregata är en fjärilsart som beskrevs av Louis Beethoven Prout 1919. Scopula segregata ingår i släktet Scopula och familjen mätare. Inga underarter finns listade.